# سیدنی پاکت (لندن)
سیدنی پاکت (لندن) (به انگلیسی: Sydney Packet (London)) یک کشتی است.